# Irena Roterman-Konieczna
Irena Krystyna Roterman-Konieczna (ur. 13 marca 1950 w Krakowie) – polska biochemiczka, prof. dr hab. Collegium Medicum Uniwersytetu Jagiellońskiego.

## Życiorys
Irena Roterman-Konieczna urodziła się 13 marca 1950 r. w Krakowie. Stopień magistra chemii otrzymała w 1973 r. na Uniwersytecie Jagiellońskim. Doktorat otrzymała w r. 1985 na Collegium Medicum Uniwersytetu Jagiellońskiego, a w roku 1996 tamże uzyskała stopień dra habilitowanego. W 2005 r. otrzymała tytuł profesora.
Kierownik Zakładu Bioinformatyki i Telemedycyny na Uniwersytecie Jagiellońskim.
Wieloletni Redaktor Naczelny czasopisma Bio-Algorithms and Med-Systems.

## Dorobek naukowy
Irena Roterman-Konieczna jest autorem licznych opracowań naukowych z dziedziny struktury i funkcja białek i amyloidów. W 2020 r. została zaliczona do grona „160 tysięcy najbardziej wpływowych badaczy na świecie”.

### Wybrane prace
- Irena Roterman-Konieczna (2009). Statistics by Prescription. Jagiellonian University Press. ISBN 978-83-233-2741-7.
- Irena Roterman-Konieczna (2012). Protein Folding in Silico: Protein Folding Versus Protein Structure Prediction. Elsevier Science. ISBN 978-1-908818-25-6.
- Irena Roterman-Konieczna (2012). Identification of Ligand Binding Site and Protein-Protein Interaction Area. Springer Science & Business Media. ISBN 978-94-007-5285-6.
- Leszek Konieczny; Irena Roterman-Konieczna; Paweł Spólnik (2013). Systems Biology: Functional Strategies of Living Organisms. Springer Science & Business Media. ISBN 978-3-319-01336-7.
- Irena Roterman-Konieczna (2015). Simulations in Medicine: Pre-clinical and Clinical Applications. De Gruyter. ISBN 978-3-11-040644-3.
- Irena Roterman-Konieczna; Leszek Konieczny (2017). Self-Assembled Molecules – New Kind of Protein Ligands: Supramolecular Ligands. Springer. ISBN 978-3-319-65639-7.
- Irena Roterman-Konieczna (2020). Simulations in Medicine: Computer-aided diagnostics and therapy. De Gruyter. ISBN 978-3-11-066721-9.
- Irena Roterman-Konieczna (2020). From Globular Proteins to Amyloids. Elsevier. ISBN 978-0-08-102981-7.